# فینال جام جهانی فوتبال ۲۰۰۶
فینال جام جهانی فوتبال ۲۰۰۶، رقابت پایانی جام جهانی فوتبال ۲۰۰۶ است که مابین تیم ملی فوتبال ایتالیا و تیم ملی فوتبال فرانسه در ورزشگاه المپیک برلین، برلین برگزار شده‌است.
این مسابقه که در تاریخ۹حولای ۲۰۰۶ انجام شد، در وقت قانونی و وقت اضافه با نتیجه ۱ بر ۱ با گل‌های زین‌الدین زیدان و مارکو ماتراتسی پایان یافت و در ضربات پنالتی با نتیجه ۵ بر ۳ به سود تیم ملی فوتبال ایتالیا به پایان رسید. این فینال یکی از مشهورترین فینال‌های جام جهانی است که در آن زین‌الدین زیدان با ضربه سر به سینه مارکو ماتراتسی کوبید و باعث اخراج وی شد؛ بعدها زیدان طی مصاحبه‌ای اظهار داشت که ماتراتسی به اعتقادات و خانواده وی توهین کرده‌است و به همین دلیل با او درگیر شده‌است.